# Eutrotonotus pratti
Eutrotonotus pratti är en fjärilsart som beskrevs av Sir George Hamilton Kenrick 1917. Eutrotonotus pratti ingår i släktet Eutrotonotus och familjen tandspinnare. Inga underarter finns listade i Catalogue of Life.